# Булевар краља Александра (Београд)
| булевар · КРАЉА АЛЕКСАНДРА | булевар · КРАЉА АЛЕКСАНДРА                                                                                                   |
| -------------------------- | --- |
|                            | |
| Општина                    | Палилула (Београд), Врачар, Звездара                                                                                         |
| Почетак                    | Трг Николе Пашића Ул. Кнеза Милоша Таковска ул.                                                                              |
| Крај                       | Смедеревски пут Партизанска ул.                                                                                              |
| Дужина                     | 7000 m |
| Ширина                     | 10 до 35 m |
| Створена                   | у Старом веку |
| Названа                    | 1997. |
| Стари називи               | Бул. револуције, Бул. Црвене армије, Ул. краља Александра Обреновића, Ул. Фишекџијска, Маркова ул, Сокаче код „Златног топа“ |
|                            | |
|                            | |
| Булевар зими               | |

Булевар краља Александра (раније Булевар револуције) je, са својих 7,5 km дужине, друга по дужини улица Београда. Булевар је у потпуности реконструисан 2006. и 2010. године.
Од 2023. планирано је проширење булевара у делу од Цветкове пијаце до Малог Мокрог Луга.

## Име улице
Ова улица је више пута кроз векове мењала име. У време римских освајача правац данашњег Булевара звао се Виа Милитарис (Војни пут). Касније мења назив у Цариградски друм, јер је спајао Сингидунум (Београд) са Цариградом (Истанбулом). Током 19. века, проширењем града, Булевар добија ново име Сокаче код Златног топа.
Касније се овај назив мења у Маркову улицу (1872-1895) део од Теразија до улице Драгослава Јовановића, а део од Таковске до Београдске добија име Фишекџијска(1872-1895), по дрвеним  дућанима у којима се продавао барут у фишецима.
Улица је 1896. године добила назив по краљу Александру Обреновићу, убијеном 1903. године, а испред зграде студентског дома "Краљ Александар I", му је подигнут споменик. 
После Другог светског рата мења назив у Булевар Црвене армије и Булевар револуције, а од почетка 21. века зове се Булевар краља Александра.

## Знаменитости улице
Стамбени објекат на Булевару краља Александра 63, саграђен је током првих деценија двадесетог века у духу академизма.
Ситуиран је на ободу Ташмајданског парка, а у непосредној близини су Сеизмолошки завод архитекте Момира Коруновића (у дну парка), који је у процедури за проглашење у споменик културе, ресторан „Мадера“ (са друге стране парка), црква Светог Марка, проглашена за споменик културе, зграда Правног факултета архитекте Петра Бајаловића, која ужива статус претходне заштите и у плану је за проглашење у споменик културе у 2004. години, споменик културе хотел „Метропол“ архитекте Драгише Брашована.
Налази се у оквиру претходно заштићене целине „Стари Београд“.
У броју 15 је Уставни суд Републике Србије. Следи зграда некада позната по "Јатовој" пословници, предратна Палата црквене управе. Након појаса парковског зеленила већ следи број 43, са рестораном "Мадера", у згради грађеној пре рата као Палата Пензионог фонда чиновника Аграрне банке.
На броју 20 налази се Посластичарница „Пеливан” (Београд).
У броју 22 је амбасада Чешке Републике. Раније се ту налазила кафана "Ваљево". Плац је купљен почетком 1922. с намером да се ту изгради "једно велико купатило и хотел". Чехословачка је купила плац у броју 20, проширен 1931. Камен темељац дипломатског представништва је постављен на дан Св. Вацлава 28. септембра 1925.
Колективно-стамбена зграда 46, саграђена је 1930. године, према плановима архитекте Александра Јанковића. Грађена је за доктора Владу Марковића, у духу модернизма. Зграда је првобитно имала подрум, приземље, три спрата и мансарду, а у дворишту је била подигнута гаража. Током Другог светског рата, 1941. године, зграда је тешко оштећена и тада је дат план за обнову првог и другог спрата и тавана, који је припремио архитекта Јанковић. Педесетих година XX века надзидани су трећи, четврти и пети спрат. На фасади су препознатљиви елементи крајње поједностављеног модернистичког обликовања, који су уклопљени у последњој интервенцији. Објекат се налази у оквиру претходно заштићене целине „Стари Београд“.
На броју 71 је зграда Универзитетске библиотеке, отворена 1926. Нешто раније, у време њене градње, булевар даље од Београдске се описује као покривен водом.
На броју 73 је Зграда Техничког факултета, грађена 1925-31, на месту ранијег Тркалишта.
Споменик Вуку Караџићу је откривен 1937. на углу са Гробљанском/Гетеовом/Рузвелтовом, по њему је назван околни крај.
На броју 75 налази се Студентски дом краљ Александар I у Београду.
На броју 199 некада се налазила кафана „Лион”, по којој се и данас зове цео крај - Лион.
На броју 270 налази се кафана „Липов лад”, чију је славу овековечио Драган Николић у филму Ко то тамо пева, у сцени када се жали Неди Арнерић да ће закаснити на аудицију за певача у „Липовом ладу”, који је „најбољи ресторан у Београду”.
Крајем 1930-тих, угао са Батутовом, број 235, назива се дном, тј. крајем улице (мада се улица одн. Смедеревски друм протезала као и данас); с обе стране у долини су се зеленела житна поља.
На броју 403 се налазила Фабрика радио и телевизијских апарата и уређаја „Никола Тесла”, основана 1947. Продужена трамвајска пруга од Радио Индустрије до Устаничке је отворена пред крај 1985.

## Саобраћај
Булеваром краља Александра саобраћа велики број линија:
2 - Пристаниште - Пристаниште
3 - Ташмајдан - Кнежевац (од 03.12.2012. линија саобраћа на релацији Омладински стадион - Славија - Кнежевац)
5 - Калемегдан - Устаничка
6 - Ташмајдан - Устаничка
7 - Устаничка - Блок 45
7Л - Ташмајдан - Блок 45 (укинута 27.05.2012. године, после завршених радова никад није враћена)
7Н - Устаничка - Славија - Блок 45 (укинута 01.01.2017)
12 - Омладински стадион - Славија - Баново брдо (од 03.12.2012. линија саобраћа преко Ташмајдана)
14 - Устаничка - Бањица
20 - Миријево 3 - Велики мокри луг
24 - Дорћол - Неимар
25 - Карабурма 2 - Кумодраж 2
25П - Карабурма 2 - МЗ Кумодраж (од 01.11.2011. линија саобраћа на релацији Миријево 4 - МЗ Кумодраж)
26 - Дорћол - Браће Јерковић
26Н - Дорћол - Браће Јерковић
27 - Трг Републике - Миријево 3
27Л - Вуков споменик - Миријево (укинута 01.11.2011)
32 - Вуков споменик - Вишњица
46 - Гл. жел. станица - Миријево
74 - Омладински стадион - Бежанијска коса (од 02.04.2012. линија саобраћа на релацији Миријево 3 - Бежанијска коса)
79 - Дорћол - Миријево 4
202Н - Трг Републике - Велико Село
301Н - Трг Републике - Бегаљица
302 - Устаничка - Бегаљица
302Л - Устаничка - Ресторан Болеч (укинута 08.02.2010)
303 - Устаничка - Заклопача
304 - Устаничка - Ритопек
304Н - Трг Републике - Винча - Лештане - Болеч - Ритопек
305 - Устаничка - Болеч
306 - Устаничка - Бубањ поток
306Л - Устаничка - Лештане (укинута)
307 - Устаничка - Винча
308 - Шумице - Велики мокри луг
308Н - Славија - Велики мокри луг
309 - Звездара - Калуђерица
Е4 - Устаничка - Бежанијска коса (укинута 2016)
Е8 - Дорћол - Браће Јерковић (укинута 03.07.2016)

## Галерија
- Уништена немачка колона 1944.
- Изглед улице 2022. при заласку Сунца.